# Coleophora leucochrysella
Coleophora leucochrysella é uma espécie de mariposa do gênero Coleophora pertencente à família Coleophoridae.